# Рудна Вас
Рудна Вас (словен. Rudna Vas) је насељено место у словеначкој општини Радече у покрајини Долењска која припада Посавској регији. До јануара 2014. је припадало Савињској регији.
Налази се на надморској висини 590,6 м, површине од 1,05 км². Приликом пописа становништва 2011. године насеље је имало 21 становника. 